# Nowe Miasto n/Wartą (gromada)
Nowe Miasto n/Wartą (alt. Nowe Miasto nad Wartą) – dawna gromada, czyli najmniejsza jednostka podziału terytorialnego Polskiej Rzeczypospolitej Ludowej w latach 1954–1972.
Gromady, z gromadzkimi radami narodowymi (GRN) jako organami władzy najniższego stopnia na wsi, funkcjonowały od reformy reorganizującej administrację wiejską przeprowadzonej jesienią 1954 do momentu ich zniesienia z dniem 1 stycznia 1973, tym samym wypierając organizację gminną w latach 1954–1972.
Gromadę Nowe Miasto n/Wartą z siedzibą GRN w Nowym Mieście n/Wartą utworzono – jako jedną z 8759 gromad na obszarze Polski – w powiecie jarocińskim w woj. poznańskim, na mocy uchwały nr 22/54 WRN w Poznaniu z dnia 5 października 1954. W skład jednostki weszły obszary dotychczasowych gromad Komorze pod Nowym Miastem n/Wartą, Klęka, Nowe Miasto n/Wartą i Wolica Kozia ze zniesionej gminy Nowe Miasto nad Wartą w tymże powiecie. Dla gromady ustalono 23 członków gromadzkiej rady narodowej.
31 grudnia 1971 do gromady Nowe Miasto n/Wartą włączono obszar zniesionej gromady Boguszyn oraz miejscowości Radliniec, Stramnice i Wolica Pusta ze zniesionej gromady Mieszków w tymże powiecie.
Gromada przetrwała do końca 1972 roku, czyli do kolejnej reformy gminnej. 1 stycznia 1973 w powiecie jarocińskim reaktywowano gminę Nowe Miasto nad Wartą (od 1999 gmina Nowe Miasto nad Wartą należy do powiatu średzkiego).